# Крутоборка (Коми)
Крутобо́рка — посёлок в Усть-Куломском районе Республики Коми, административный центр сельского поселения Крутоборка.
До начала 2007 года являлся конечной станцией ведомственной Гайно-Кайской железной дороги (ГКЖД).

## Название
Название посёлка происходит, скорее всего, от располагавшегося поблизости урочища Крутобор, где в 30-40-е гг. XX века находился посёлок спецпереселенцев.

## География
Посёлок был расположен на юге республики, на левом берегу реки Прупт, в 270 км от столицы — Сыктывкара и в 74 км от райцентра — села Усть-Кулом.

## История
Посёлок появился в 1960-е годы, когда в эти места была проложена железная дорога. В посёлке была размещена колония строгого режима № 43.
С 1971 года посёлок находился в составе Нюмыдского сельсовета Койгородского района Коми АССР. В феврале 1976 года Нюмыдский сельсовет был передан в Усть-Куломский район. В 1990-е годы центр сельсовета был перенесён в Крутоборку.
К началу XXI века посёлок приходит в упадок. По состоянию на 2013 год, посёлок полностью уничтожен. Место, где он был, постепенно зарастает лесом.

## Население
| 1989 | 2002 | 2010 | 2012 | 2013 | 2014 | 2016 |
| ---- | ---- | ---- | ---- | ---- | ---- | ---- |
| 2100 | ↘74  | ↘0   | →0   | →0   | →0   | →0   |
| 2017 | 2018 | 2019 | 2020 | 2021 |      |      |
| →0   | →0   | →0   | →0   | →0   |      |      |

## Экономика и социальная сфера
В посёлке располагались несколько исправительно-трудовых колоний, а также воинская часть. Основной отраслью экономики являлась лесозаготовка и производство пиломатериалов. В связи с тем, что Крутоборка являлась конечной железнодорожной станцией, здесь работало железнодорожное депо.
Посёлок имел развитую социально-бытовую инфраструктуру — здесь работали магазины, детский сад, школа, почта, клуб, пекарня, столовая, баня, гостиница и пожарное депо.

## Транспорт
Важнейшую роль в транспортном сообщении с посёлком играла железная дорога, которая связывала его с Кировской областью и Удмуртией. Несмотря на ведомственный характер ГКЖД, на ней помимо грузового существовало и пассажирское движение: ходил пассажирский поезд Лесная — Крутоборка.
В начале 2007 года было прекращено пассажирское движение. В 2008 году железная дорога до Крутоборки была разобрана.